# Света Текла
Света Текла је светитељка из периода раног хришћанства. Рођена је у Иконији. Српска православна црква је прославља 7. октобра (24. септембра по старом календару).

## Мошти св. Првомученице Текле
Дио моштију Свете Текле се чува у Старој српској православној цркви на Башчаршији у Сарајеву.

## Житије св. првомученице Текле равноапостолне
Рођена у Иконији од родитеља знаменитих. Као осамнаестогодишња девојка била верена за некога младића у оно време, када апостол Павле дође са Варнавом у Иконију на проповед Јеванђеља. Слушајући Павла три дана и три ноћи Текла се обрати потпуно вери Христовој и завешта се живети у девству. Видевши је мајка, како и не гледа више на свога вереника нити помишља на брак, поче је најпре саветовати а по том тући и морити глађу. Најзад је предаде судији и захтеваше, опака мајка, да је огњем сажеже. Судија је баци на огањ, но Бог је спасе неповређену. Тада Текла пође за апостолом Павлом, и дође са њим у Антиохију. Привучен спољашњом красотом Теклином некакав старешина градски хтеде је узети к себи силом, но Текла се ишчупа из његових руку. Тај старешина оптужи је кнезу као хришћанку, која се гнуша брака. Кнез је осуди на смрт и баци пред зверове, но зверови се не такнуше тела свете девице. Удивљен овим упита је кнез: „ко си ти, и каква је сила у теби, да ти ништа не може нашкодити?" Одговори му Текла: „слушкиња сам Бога живога“. Тада је кнез пусти на слободу, и она пође проповедати Јеванђеље, и успе да обрати многе у веру истиниту, међу којима и неку угледну и чесну удовицу Трифену.
По томе се св. Текла, по благослову апостола Павла, удаљи у једно пусто место близу Селевкије. Ту се она дуго подвизаваше и исцелењем болесника чудотворном силом обраћаше многе у хришћанство. Позавидеше јој лекари и врачари из Селевкије, те послаше неке младе људе, да је оскверне, надајући се да ће она кад изгуби девичанство изгубити и моћ своју чудотворну. Текла бегаше од оних дрских младића, и кад виде да ће је ухватити, она се помоли Богу за помоћ пред једном стеном, и стена се раступи и сакри ову св. девицу и невесту Христову. И би јој та стена и скровиште и гроб. О овој чудесној хришћанској јунакињи и светитељки вели свети Јован Златоуст „чини ми се да видим ову блажену деву како приноси Господу једном руком девство а другом руком мучеништво“.
| „                                 | Света Текла равноапостолна, Од девицâ првомученица, Тело беше духу покорила, Дух и тело Христу свемогућем, Зато и њој све покорно беше: Огањ страшни, и зверови љути, И демони, и људски недузи – Све покорно вери и чистоти, Све послушно светој невиности, Невиности Христове невесте. Није л' мајка благо превелико? Шта је мајка – с Христом поређена? И вереник од земље саздани Прашина је пред славом Христовом. И богатство и земна красота – Сан пролазни и ветар крилати. Једна стена само вечно стоји, Времена се ни буре не боји, То је женик Текле мученице, То је Христос, Цар над царевима. Света Текло, Рајем обасјана, Помоли се Христу Спаситељу, И нас грешне од греха да спасе. | ” |
| — Из Пролога св. Владике Николаја | |   |

## Култ Свете Текле код Срба
Павле Ровински је писао о јаком култу Свете Текле (или локално Ћекле) у Црној Гори. Свети Сава је донео њену руку из Антиохије 1233. која се налазила у Пећи, па је у том крају био јак њен култ. Патријарх Арсеније IV Јовановић Шакабента 1730. тај дио моштију поклања Саборној цркви у Сарајеву, гдје је и данас. Многи Срби из Пећи селе у Бјелопавлиће и са собом доносе култ ове светитељке. Зато је у Даниловграду, центру Бјелопавлића, стара црква Св. Текле. Даљим сеобама, настају и племенски називи по овој светитељки, па су тако и Цеклин и Ћеклићи добили име по Св. Текли - Ћекли, јер су  Ћеклићи поријеклом из Бјелопавлића. У Цеклину су у доба Ровинског сви, осим једног братства, које је славило Св. Теклу, славили Св. Николу. Тамо постоји и најстарија црквица тог краја, посвећена тој светитељки, и пред њом су некада одржаване народне скупштине и пазар, а у доба Ровинског у њој се служило само на дан црквене славе. Данас двоолтарна (православна и католичка) Црква Св. Текле се налази и у Спичу, код Бара, јер тамошња три српска православна братства (Папани, Ђурмани и Мишићи) чувају предање да су доселили из Бјелопавлића. И ова црква је најстарија у том крају, што доказује старину култа Св. Текле на овим просторима. Црква Св. Текле у Данилограду је добила на поклон дио моштију из Сарајева. Миховил Павлиновић је сахрањен у родној Подгори на гробљу Св. Текле, на којем је и истоимена црква.